# Isòtops del nihoni
El nihoni (Nh) no té cap isòtop estable.

## Taula
| Símbol del núclid | Z(p)                | N(n)                | massa isotòpica(u)  | període de semidesintegració | Espín nuclear | composició isotòpics representativa (fracció molar) | rang de variació natural (fracció molar) |
| Símbol del núclid | energia d'excitació | energia d'excitació | energia d'excitació | període de semidesintegració | Espín nuclear | composició isotòpics representativa (fracció molar) | rang de variació natural (fracció molar) |
| ----------------- | ------------------- | ------------------- | ------------------- | ---------------------------- | ------------- | --------------------------------------------------- | ---------------------------------------- |
| 278Nh             | 113                 | 165                 |                     |                              |               |                                                     |                                          |
| 282Nh             | 113                 | 169                 |                     | 73 ms                        |               |                                                     |                                          |
| 283Nh             | 113                 | 170                 | 283.17645(78)#      | 100(+490-45) ms              |               |                                                     |                                          |
| 284Nh             | 113                 | 171                 | 284.17808(86)#      | 0.48(+58-17) s               |               |                                                     |                                          |
| 285Nh             | 113                 | 172                 | 285.17873(105)#     | 2# min                       |               |                                                     |                                          |
| 286Nh             | 113                 | 173                 | 286.18048(101)#     | 5# min                       |               |                                                     |                                          |
| 287Nh             | 113                 | 174                 | 287.18105(90)#      | 20# min                      |               |                                                     |                                          |